# Theo Herrlein
Theo Herrlein (* 1939 in München) ist ein deutscher Journalist und Schriftsteller.

## Leben
Theo Herrlein ist gelernter Verlagskaufmann und war lange Jahre als Reiseleiter tätig. Daneben war er freier Mitarbeiter von Tageszeitungen, Zeitschriften und Periodika wie: Süddeutsche Zeitung, Münchner Stadtanzeiger, Münchner Merkur, und Passauer Neue Presse. Er lebt in Höhenkirchen-Siegertsbrunn bei München.
Sein literarisches Spektrum reicht von der Erzählung, Glosse, Lyrik über historische Sachartikel bis hin zum Roman.

## Werke
- "Ihr kommt's aa no drauf": Verserl aus d. bayer. Alltag, Augsburg, Brigg-Verlag, 1985, ISBN 3-87101-206-8
- Zeit der Zwerge, Pfaffenhofen, WLV, Ludwig, 1988, ISBN 3-7787-2101-1
- Die Wallfahrt, Straubing, Attenkofer-Verlag, 1998, ISBN 3-931091-29-5
- Gesichtsschnitte – Phasen zwischen Angst und Hoffnung, Michaels-Verlag, 1990, ISBN 3-925051-35-0
- Der Doppelvater von Hirtling, Waldkirchen, SüdOst-Verl., 2001, ISBN 3-89682-050-8
- Lichterglanz und Sternenfunkeln, Waldkirchen, SüdOst-Verl., 2002, ISBN 3-89682-075-3
- Das Weihnachtslexikon, Reinbek bei Hamburg, Wunderlich, 2005, 1. Aufl., ISBN 3-8052-0783-2
- Das Weihnachtslexikon, Reinbek bei Hamburg, Rowohlt-Taschenbuch-Verl., 2006, ISBN 978-3-499-62182-6